# Браунстаун (Индијана)
Браунстаун (енгл. Brownstown) град је у америчкој савезној држави Индијана.

## Демографија
По попису из 2010. године број становника је 2.947, што је 31 (-1,0%) становника мање него 2000. године.
| Група             | 2000.         | 2010.         |
| Белци             | 2.926 (98,3%) | 2.878 (97,7%) |
| Афроамериканци    | 3 (0,1%)      | 2 (0,1%)      |
| Азијати           | 7 (0,2%)      | 5 (0,2%)      |
| Хиспаноамериканци | 18 (0,6%)     | 28 (1,0%)     |
| Укупно            | 2.978         | 2.947         |